# St. Mariä Heimsuchung (Bevergern)

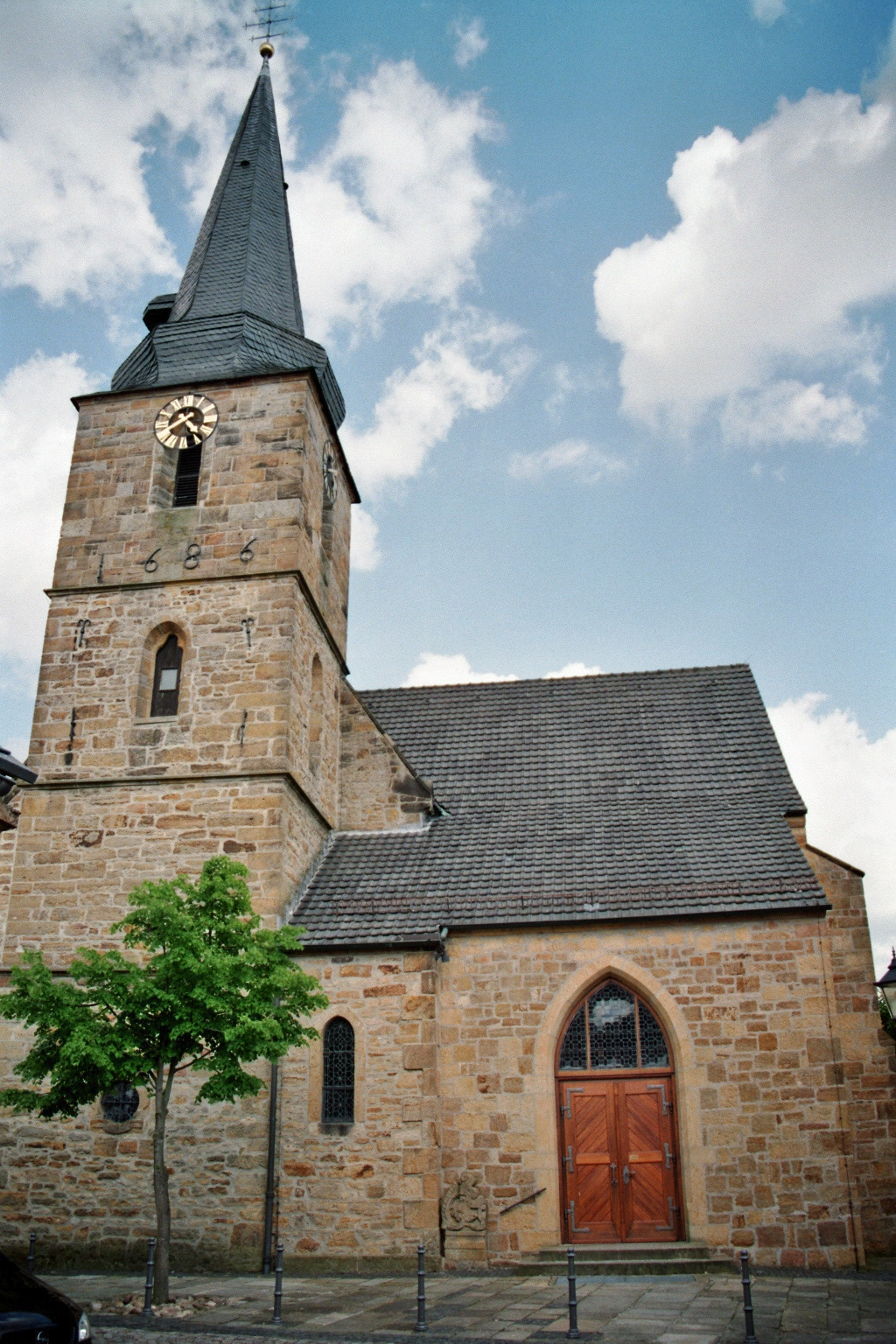
St. Maria

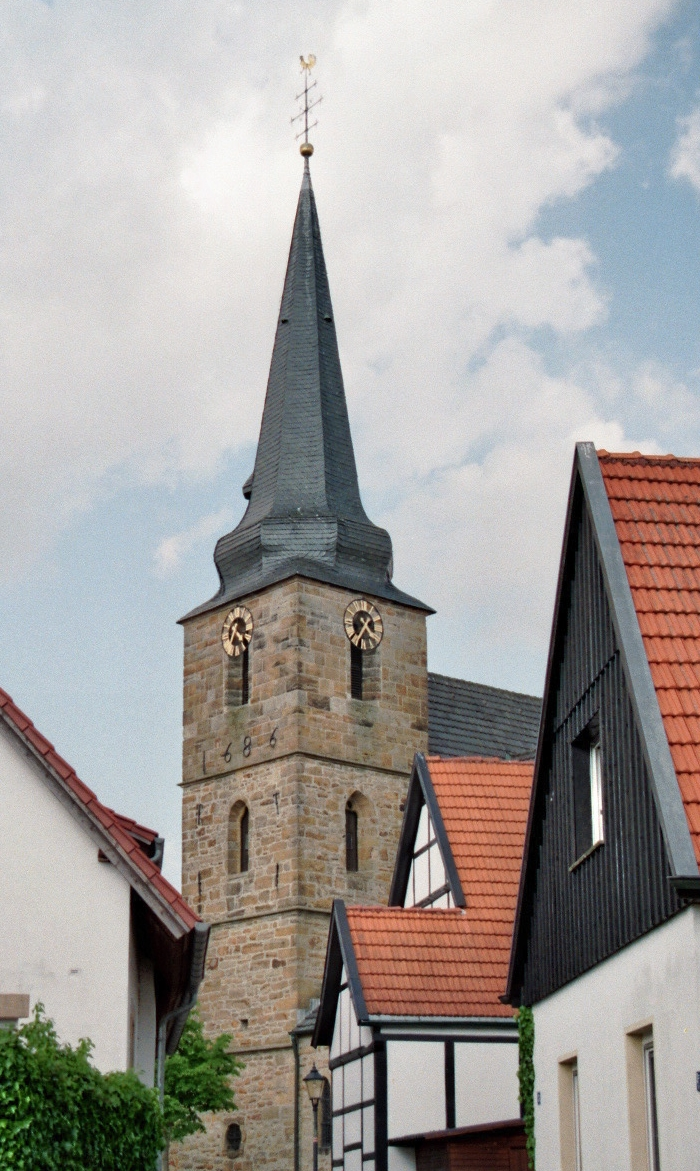
St. Maria, Turmansicht

Die römisch-katholische Pfarrkirche St. Mariä Heimsuchung ist ein denkmalgeschütztes Kirchengebäude in Bevergern, einem Stadtteil von Hörstel im Kreis Steinfurt in Nordrhein-Westfalen.

## Geschichte
Das ursprüngliche Gebäude war eine Kapelle, die 1367 erstmals urkundlich erwähnt wurde. Sie stand unter dem Patronat des Klosters Gravenhorst. Anfang des 16. Jahrhunderts erhielt die Kirche die Pfarrrechte.
1844 wurde das Turmkreuz mit Kugel und Wetterhahn erneuert. Als man am 28. April 1975 das Turmkreuz zur Restaurierung abhob, fand man eine Flasche mit einem Brief des damaligen Bevergerner Arztes Friedrich Maria Borggreve (*1803–†1863) an seinen zukünftigen Nachfolger darin.

## Architektur
Der spätgotische, einschiffige Gewölbebau von drei Jochen wurde um 1483 errichtet. Er ist mit einem polygonalen Chor ausgestattet. Die Kapellenanbauten an den Seiten des Turms wurden 1759 und 1767 angefügt. Das südliche Seitenschiff wurde 1937 gebaut. Die oberen Geschosse des Turms wurden 1686–99 mit Steinen der abgebrochenen Burg erneuert und 1767 mit dem heutigen geschweiften Spitzhelm versehen.

## Ausstattung
- Hochaltar von 1655, mit Wappen des Stifters Christoph Bernhard von Galen
- geschnitzte Kanzel von 1727 mit den Figuren der vier Evangelisten, Am Schalldeckel sind die Kirchenväter und eine Madonna zu sehen
- Sitzende Muttergottes aus Holz vom Ende des 14. Jahrhunderts mit nachträglicher moderner Fassung
- Vesperbild von 1440 aus Stein
- Hängende Doppelfigur der Muttergottes 16. Jahrhundert
- Anna selbdritt aus dem 16. Jahrhundert im Rosenkranz mit Engeln und Arma Christi aus der Werkstatt des Meisters von Osnabrück
- Figuren des Antonius Abt und des Hl. Rochus vom Anfang des 16. Jahrhunderts.
- Pietà vom Anfang des 18. Jahrhunderts
- Gemälde mit der Darstellung der Aufweckung des Lazarus, im Hintergrund ist die Burg Bevergern zu sehen.[2]

## Bevergerner „Dracht“ (Karfreitagsprozession)

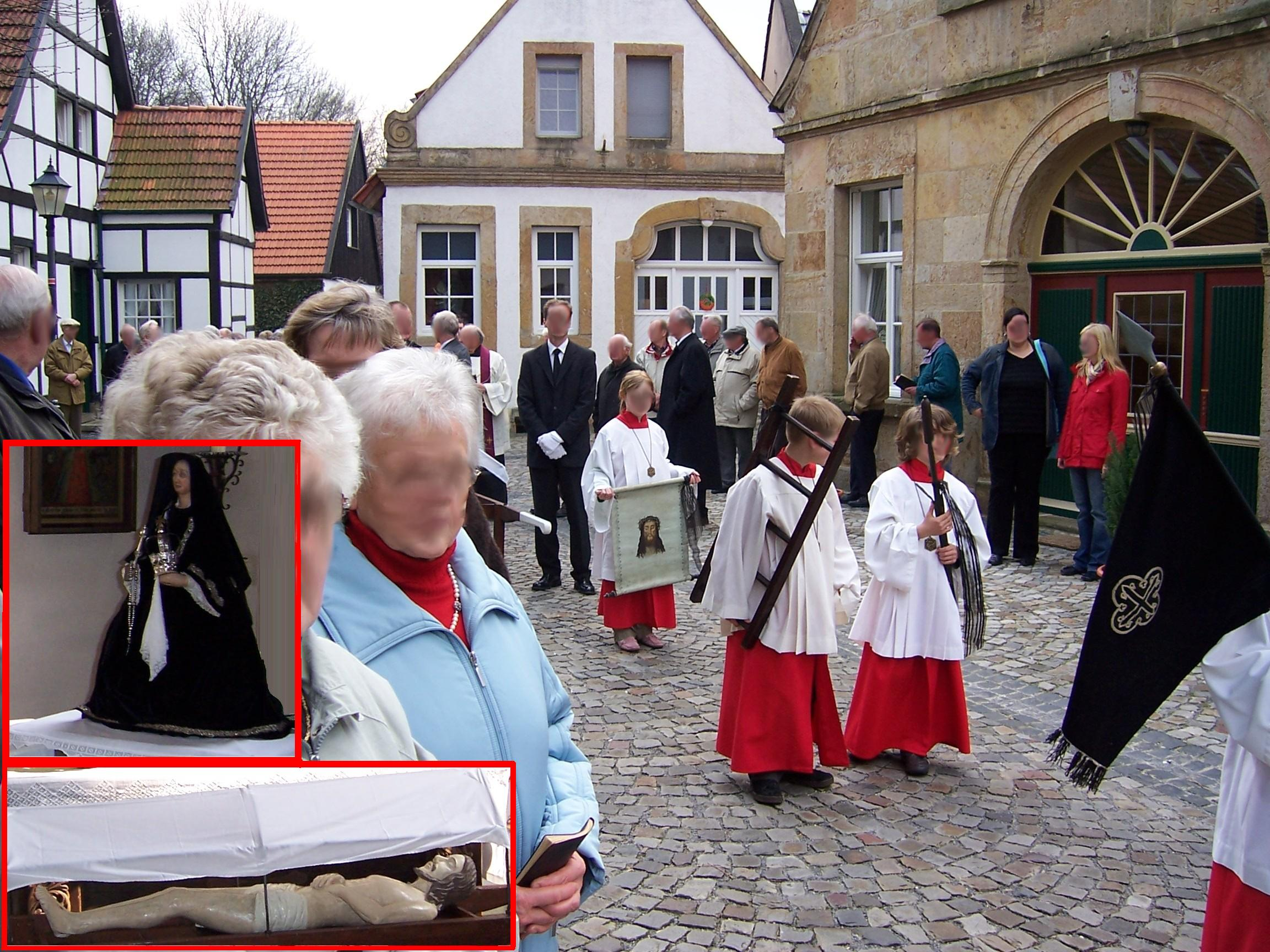
Leidenswerkzeuge, Grabchristus und trauernde Madonna sind in dieser Reihenfolge bei der Prozession mitgeführt worden.

Bevergern gehört zu den wenigen Orten in Westfalen und als einziger im Bistum Münster, in denen eine alte Form der Karfreitagsprozession bewahrt wurde. Nach der Liturgie am Nachmittag setzt sich der Zug in Bewegung. Er führt heutzutage noch nahezu unverändert den altüberlieferten Weg am nördlichen Stadtgraben und ungefähr am ehemaligen Verlauf der Stadtbefestigung entlang. Der südliche Abschnitt führt durch die Altstadt. Früher ging er dabei durch das Karfreitagsgässchen, einem engen Durchgang zwischen Altstadthäusern von dem Pastorat an der Straße "Bramhorne" zu der Straße "Krasshof", der allerdings im Rahmen der Altstadtsanierung beseitigt wurde. Dieser Abschnitt ist heutzutage Teil der "Bramhorne". Mitgeführt werden neben den Leidenswerkzeugen noch ein Grabchristus und eine trauernde Madonna. Die Trägerinnen der Madonna bekamen in früheren Jahren zusätzlich zu der der jeweiligen Mode entsprechenden Trauerbekleidung noch eine schwarze Spitzenhaube und einen weißen, hüftlangen Umhang. Bis 2023 gingen Männer und Frauen getrennt voneinander mit der Prozession, sodass sich Leidenswerkzeuge/Grabchristus/trauernde Madonna zwischen ihnen in der Mitte des Zuges befanden. An fünf Stationen macht die Prozession Halt, jeweils wurde ein Gesätz des „Schmerzhaften Rosenkranzes“ gebetet. Ebenfalls seit 2023 werden „neue Impulse durch alltagsnahe Interpretation der Rosenkranzgesätze gesetzt“, die herkömmlichen Gesätze werden nicht mehr gebetet. Im Jahr 2023 wurden nur einige der Leidenswerkzeuge mitgetragen, 2024 waren sie dann nicht mehr Teil der Dracht, aber in der Kirche St. Marien ausgestellt. 2025 war dann nur noch ein Teil der Leidenswerkzeuge in der Kirche ausgestellt. Lediglich der Grabchristus und die trauernde Madonna werden noch bei der Prozession mitgeführt. Die „Karfriedagsdracht“ endet in der Pfarrkirche mit dem Lied „Christi Mutter stand mit Schmerzen“.
Als Besonderheit werden während der Bevergerner Karfreitagsprozession auch alte Lieder aus der Zeit des Hochstiftes Münster gesungen, die andernorts längst in Vergessenheit geraten sind. Drei der vier besonderen Lieder stammen aus dem 1781 erstmals und 1792 im (damaligen Fürst-)Bistum Münster erschienenen Gesangbuch Neues katholisches Gesangbuch zur Belehrung und Erbauung der Christen des Osnabrücker Domvikars Rudolph Deutgen. Dies sind Kommt mit reuerfülltem Herzen, Weg mit Jesus, er soll sterben und Zittert, aller Welten Herzen. Die Melodien zu diesem Gesangbuch und folglich auch die der Bevergerner Karfreitagsgesänge (sofern es sich nicht um ältere, übernommene Melodien handelt) schrieb Johann Conrad Hemmis (geb. verm. 1727 in Eikeloh; 1744 zweiter Organist am Dom zu Osnabrück; ab 1756 bis zu seinem Tod 1786 dort Domkapellmeister). Die Herkunft eines der Lieder, "Angst schlägt den Heiland nieder", ist unbekannt.
Einige dieser besonderen Lieder wurden in der Bevergerner Pfarrei bis in das 20. Jahrhundert hinein auch in anderen Gottesdiensten während der Karwoche gesungen. Dazu waren noch ältere Gesangbücher aus jeweiligem Privatbesitz in Gebrauch bzw. entsprechende handschriftliche private Notizbücher.
Das Lied Kommt mit reuerfülltem Herzen war noch als fünfstrophiger Gesang Bestandteil des Katholischen Gesangbuches für die Diöcese Hildesheim (Druck u. Verlag J. Kornacker, Hildesheim 1893) unter der Nummer 94/S. 81. Dorthin gelangte es ebenfalls aus dem Gesangbuch von Deutgen, das der letzte Fürstbischof 1787 zum Stifthildesheimischen Diözesangesangbuch gemacht hatte. Die Melodie ist nicht mit der aus Bevergern identisch; als Urheber für die Hildesheimer Variante wird ein Ph. Liste 1818 angegeben.
Eine Choralbearbeitung von Kommt mit reuerfülltem Herzen verfasste Otto Dunkelberg.
Eine weitere Verwendung des Gesangbuches von Deutgen gab es in Halberstadt, wo sich nach der Reformation ein Dominikanerkloster mit kleiner katholischer Ortsgemeinde halten konnte. Es wurde dort 1812 im Verlag Joh. Chr. Dölle gedruckt und herausgegeben.

Rezeption
Die Bevergerner Dracht wird bildlich als auch textlich in volkskundlichen Büchern thematisiert. Dietmar Sauermann erwähnt sie in seinen Werken Ostern in Westfalen – Materialien zur Geschichte eines volkstümlichen Kirchenfestes. Verlag Coppenrath, 1986 als auch in Damals bei uns in Westfalen. Vom alten Brauch in Stadt und Land. Ländliches Brauchtum im Jahreslauf in Bildern und Berichten aus dem Archiv für Westfälische Volkskunde, Verlag Güth. In ersterem wird noch für die Mitte des 20. Jahrhunderts angegeben, dass die Texte und Melodien ausschließlich mündlich überliefert werden bzw. privat niedergeschrieben wurden, obwohl die Angaben der Gewährsperson sich nicht mit denen von Hilckmann/Freude (1952) decken. Des Weiteren gibt es zwei s/w-Fotografien der Dracht "ca. aus dem Jahr 1937" in "Bevergern in alten Photographien 1986". Eine weitere s/w-Fotografie der Dracht im Jahr 1969 ist Bestandteil des Buches "Nicht nur Sonntags vom Leben mit dem Glauben 1880-1960". Kirche+Leben berichtete mit Text und (Farb-)Bildern in der Ausgabe vom 27. März 1994 über die Prozession, welche in betreffendem Artikel als Karfriedagsdracht bezeichnet wurde. Das niederdeutsche Wort für Karfreitag ist "Stiller Fridag"; das Museum "Heimathaus Bevergern" verwendet die Bezeichnung "Karfridagsdracht". Die für das Jahr 2002 datierbare Broschüre "700 Jahre Kirchengemeinde Bevergern 600 Jahre Pfarrkirche St. Marien" enthält eine zweiseitige Abhandlung der Karfridagsdracht(sic!) inklusive eines Farbfotos. Ab 2015 existiert in der Kirchengemeinde ein Text- und Liederheft zur Dracht mit handschriftlich verfasster Notation zu den Gesängen. Die Liedtexte waren bereits vorher Teil des Prozessionsbüchleins für die Bevergerner Telgte-Wallfahrt.